# Eligius Freudl
Eligius Freudl (* 25. November 1875 in Olbersdorf; † 30. November 1951 in Linz) war ein österreichischer Landwirt, Pflanzenzüchter und Agrarwissenschaftler.

## Leben
Eligius Freudl wurde 1875 als erster Sohn des Landwirts und Fürstlich-Lichtensteinschen Röhren- und Wassermeisters Konstantin Freudl (1848–1926) und der Theresia Zorn (1851–1916) in Olbersdorf geboren. Er stammt aus einem weitverzweigten Freudl-Geschlecht im nördlichen Teil der historischen Region Schönhengstgau. Dort war es mindestens seit dem 16. Jahrhundert in und um Landskron beheimatet. Dieses ist in den Orten Olbersdorf, Wildenschwert, Knappendorf, Hertersdorf, Böhmisch Trübau, Nieder-Lichwe über viele Jahrhunderte nachweisbar.

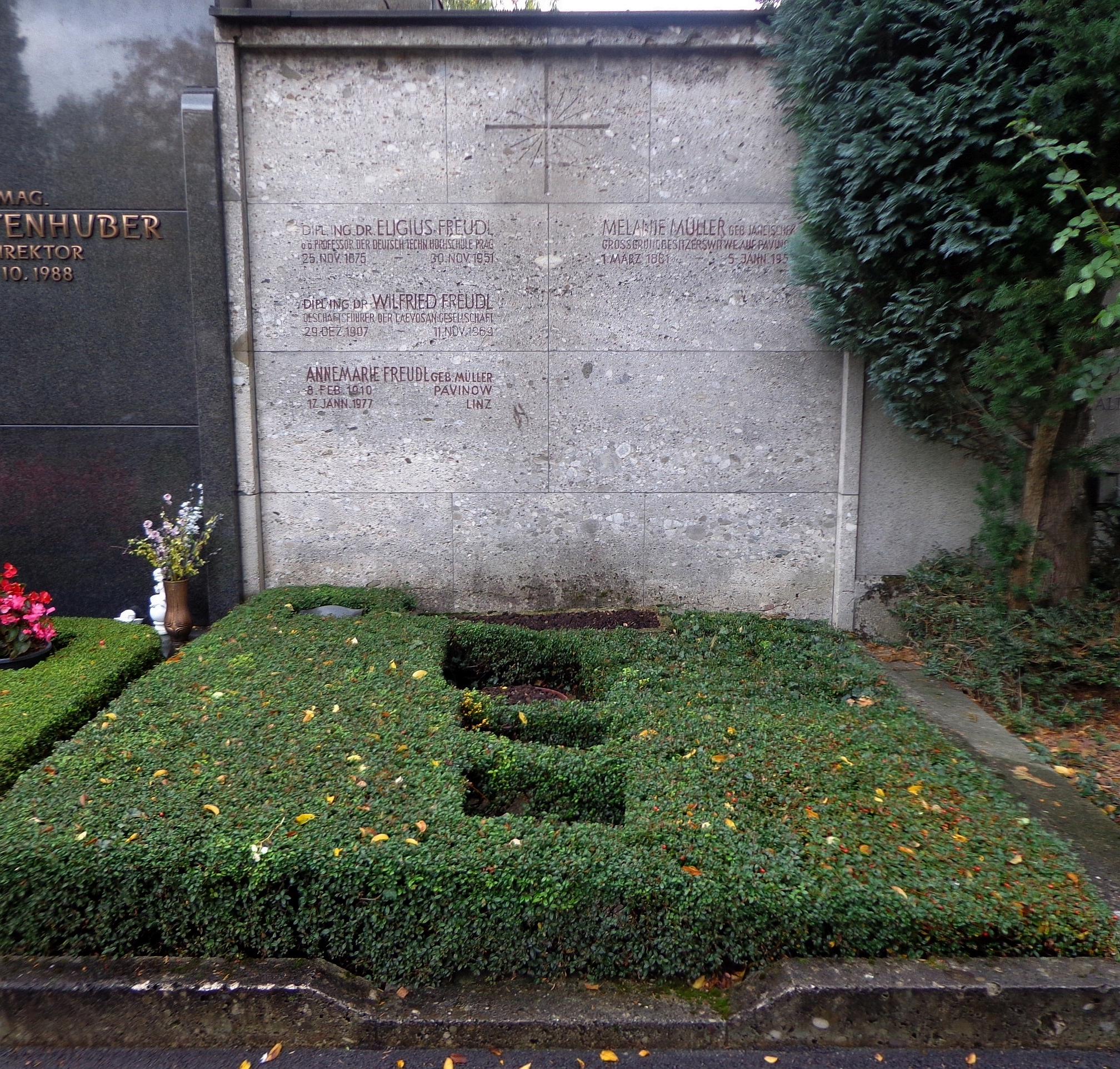
St. Barbara-Friedhof Linz – Grab von Eligius Freudl und seiner Familie

Eligius Freudl besuchte das Staatsobergymnasium Landskron. Er studierte in Wien Landwirtschaft und Mathematik. Im Jahre 1897 war er Diplomlandwirt und nahm eine Stelle an der Samenkontrollstation der Wiener Landwirtschaftlich-botanischen Versuchsstation an. Er promovierte zum Dr. phil., war in den Jahren 1900 bis 1910 als Beamter im Wiener Ackerbauministerium beschäftigt und wurde als Professor für Pflanzenzüchtung im Jahre 1911 an die Landwirtschaftsakademie Tetschen-Bodenbach gerufen. Als Leiter der Versuchsanstalt für Pflanzenzüchtung blieb er sowohl unter tschechischer als auch unter deutscher Verwaltung in den Jahren 1918 bis 1945 im Amt. Nachdem 1938 das Sudetenland dem Deutschen Reich zugeschlagen wurde, gehörte Freudl dem Opferring der NSDAP und dem NSDDB an.
Nach dem Zweiten Weltkrieg (1945) wurde er vertrieben. Er arbeitete nach der Vertreibung erst an der Lehr- und Forschungsanstalt für Gartenbau in Pillnitz bei Dresden. 1946/47 erhielt er eine Professur mit Lehrauftrag für Pflanzenzucht an der Universität Halle. Im Jahre 1950 emeritierte er und siedelte nach Österreich über, wo er ein Jahr später verstarb.
Eligius Freudl ist begraben auf dem St. Barbara-Friedhof in Linz.

## Werke
- Bericht über vergleichende Anbauversuche mit Kartoffelsorten im Jahre 1914, 1915.
- Über Kartoffelanbauversuche, 1916.
- Eligius Freudl, Ernst Zuhr: Über vergleichende Getreide-Sortenanbauversuche, zugl. Bericht über die im Tätigkeitsgebiete der Deutschen Sektion des Landeskulturamtes für Böhmen in den Jahren 1922 bis 1926 durchgeführten Sortenversuche beim Getreide, 1929.
- Eligius Freudl, Ernst Zuhr: Über vergleichende Anbauversuche mit Futterrübensorten: Zugleich Bericht über d. im Tätigkeitsgebiete d. Deutschen Sektion d. Landeskulturrates f. Böhmen in d. Versuchsjahren 1922 bis 1927 durchges. Feldversuche mit Futterrübensorten, 1929.
- Von der Verbesserung des natürlichen Grünlandes, 1929.
- Vom Hackfruchtbau: Vortr. beim 9. Lehrgange f. prakt. Landwirte in Komotau, 1931.
- Zur Sortenfrage im Getreidebau: Vortrag bei der Hauptversammlung des Vereines in Komotau, 1932.
- Vom Aufbau des Pflanzenertrages, Selbstverlag, 1938.